# HD 225069
HD 225069，又名CD-2417960，SAO 166016、HR 9096，是一颗恒星，视星等为6.44，位于銀經45.57，銀緯-78.72，其B1900.0坐标为赤經23h 58m 0.2s，赤緯-24° -78.72′ 8″。